# Background check
Background check - proces, który ma na celu sprawdzenie, czy dana osoba jest tym, za kogo się podaje, a w szczególności jej wykształcenia, historii zatrudnienia, karalności, a także innych działań z przeszłości. Częstotliwość, cel i zasadność jego stosowania różnią się w zależności od kraju, branży i okoliczności. Background check zwykle ma miejsce, gdy ktoś ubiega się o pracę, ale może również być stosowany w dowolnym momencie zatrudnienia, jeśli pracodawca uzna to za konieczne. Do jego przeprowadzenia stosuje się różne metody, w tym weryfikację wykształcenia i zatrudnienia, przeszukiwanie ogólnodostępnych baz danych czy osobiste referencje.

## Zakres i cel
Weryfikowane informacje mogą różnić się w zależności od kraju, branży oraz potrzeb pracodawcy, lecz najczęściej sprawdzane są następujące informacje:
- Tożsamość
- Wykształcenie
- Historia zatrudnienia
- Kwalifikacje zawodowe

Zwykle sprawdzane są również: rejestr karny, rejestr dłużników, rejestr wykroczeń drogowych czy rejestr sądowy.
W trakcie procesu mogą być także brane pod uwagę referencje od przełożonych czy listy polecające od współpracowników.
Jeśli chodzi o background check w kontekście weryfikacji danych pracownika przed jego zatrudnieniem lub po otrzymaniu awansu, to jest on również określany jako background screening.
Głównym powodem dla którego przeprowadza się background check jest zmniejszenie ryzyka zatrudnienia nieodpowiedniej osoby w firmie, a co za tym idzie podjęcie świadomej decyzji rekrutacyjnej.

## Kwestie prawne
Wymagania i kwestie prawne różnią się w zależności od kraju. Istotne jest, że background check można przeprowadzić tylko za wiedzą i zgodą rekrutowanego. Zgoda powinna być udzielona w formie pisemnej. Raz wyrażoną zgodę aplikujący może jednak w dowolnym momencie wycofać.